# Jacques Favart
Pour les articles homonymes, voir Favart.
Jacques Favart, né le 30 juillet 1920 à Paris et mort le 27 septembre 1980 au Chesnay, est un patineur artistique français qui fut président de l'International Skating Union (ISU), de 1967 à sa mort en 1980.

## Biographie

### Carrière sportive en individuel
Jacques Favart est champion de France de patinage artistique en 1942, lors des seuls championnats organisés pendant la Seconde Guerre mondiale, succédant à l'octuple champion Jean Henrion. Il avait été son dauphin, pendant quatre années, entre 1936 et 1939.
Jacques Favart est un des premiers élèves de Jacqueline Vaudecrane qui vient tout juste de passer professionnelle au début des années 1940.
En 1944, il épouse Denise Gaudin, avec qui il entame une carrière en couple artistique après la guerre. Denise Gaudin patinait comme Jacques Favart dans la catégorie individuelle. Elle avait été notamment vice-championne de France en 1942 derrière Denise Fayolle.
On peut noter que c'est son beau-frère Paul Gaudin qui lui succède au palmarès des championnats de France individuel messieurs en 1946.

### Carrière sportive en couple
Jacques Favart patine avant la Seconde Guerre mondiale avec Simone Raquet, puis avec Claude Martin-Chauffier en 1942.
C'est après la guerre qu'il s'associe avec Denise Gaudin. Ils deviennent quadruples champions de France entre 1946 et 1949, et participent successivement à cinq grandes compétitions internationales : 
- les championnats d'Europe de 1947 à Davos (8e)
- les championnats du monde de 1947 à Stockholm (10e)
- les Jeux olympiques d'hiver de 1948 à Saint Moritz (14e)
- les championnats du monde de 1949 à Paris (10e)
- les championnats du monde de 1950 à Londres (12e)

### Reconversion
Dès 1955, il devient membre de l'ISU, puis président du comité technique de patinage artistique en 1957, et vice-président de l'ISU en 1959. Il succède à la présidence de l'ISU en 1967 à l'autrichien Ernst Labin qui vient de décéder soudainement après son élection.
Plusieurs nouveautés ont lieu sous sa présidence:
- les premiers championnats du monde de sprint de patinage de vitesse sont organisés à West Allis aux États-Unis en 1970
- derniers Championnats d'Amérique du Nord de patinage artistique en 1971 à Peterborough (Ontario)
- premier Skate Canada en décembre 1973
- les premiers championnats du monde juniors de patinage artistique sont organisés à Megève en France en 1976
- les premiers championnats du monde de Patinage de vitesse sur piste courte sont organisés en 1976
- la danse sur glace est inscrite au programme des Jeux olympiques d'hiver de 1976 à Innsbrück
- l'épreuve du 1 000 mètres Hommes est ajoutée au programme du patinage de vitesse des Jeux olympiques de 1976
- premier Skate America à l'automne 1979
- premier Trophée NHK à l'automne 1979

Juste après sa réélection, Jacques Favart meurt en 1980. Ses amis de l'ISU venaient de fêter avec lui ses 25 ans à la Fédération Internationale de Patinage. C'est son vice-président, le norvégien Olaf Poulsen, qui sera son successeur.
De 1968 à 1969, il a été également président de la fédération française des sports de glace (FFSG).
Il avait reçu la Médaille d'Or d'Avery Brundage, président du comité international olympique (CIO). Il était également Chevalier de l'Ordre national de la Légion d'honneur et Officier de l'Ordre national du Mérite.
Après sa mort, Jacques Favart est intronisé en 1993 dans le "Temple mondial de la renommée du patinage artistique" (World Figure Skating Hall of Fame) situé à Colorado Springs aux États-Unis.

## Décorations
- Chevalier de la Légion d'honneur
- Officier de l'ordre national du Mérite
- Médaille d'honneur de la jeunesse et des sports (1958)[2]

## Palmarès

### En individuel
| Compétitions en Individuel                                         | 1936 | 1937 | 1938 | 1939 | 1940 | 1941 | 1942 | 1943 | 1944 | 1945 |
| Jeux olympiques d'hiver                                            |      |      |      |      | JA   |      |      |      | JA   |      |
| Championnats du monde                                              |      |      |      |      | CA   | CA   | CA   | CA   | CA   | CA   |
| Championnats d’Europe                                              |      |      |      |      | CA   | CA   | CA   | CA   | CA   | CA   |
| Championnats de France                                             | 2e   | 2e   | 2e   | 2e   | CA   | CA   | 1er  | CA   | CA   | CA   |
| Légende : JA = Jeux olympiques annulés ; CA = Championnats annulés |      |      |      |      |      |      |      |      |      |      |

### En couple artistique
Avec trois partenaires :
- Simone Raquet (1936-1938)
- Claude Martin-Chauffier (1942)
- Denise Gaudin (1946-1950)

| Compétitions en couples                                                          | 1936 | 1937 | 1938 | 1939 |  | 1940 | 1941 | 1942 | 1943 | 1944 | 1945 |  | 1946 | 1947 | 1948 | 1949 | 1950 |
| Jeux olympiques d'hiver                                                          |      |      |      |      |  | JA   |      |      |      | JA   |      |  |      |      | 14e  |      |      |
| Championnats du monde                                                            |      |      |      |      |  | CA   | CA   | CA   | CA   | CA   | CA   |  | CA   | 10e  | F    | 10e  | 12e  |
| Championnats d’Europe                                                            |      |      |      |      |  | CA   | CA   | CA   | CA   | CA   | CA   |  | CA   | 8e   |      |      |      |
| Championnats de France                                                           | 3e   | 2e   | 2e   |      |  | CA   | CA   | 2e   | CA   | CA   | CA   |  | 1er  | 1er  | 1er  | 1er  | F    |
| Légende : F = Forfait ; JA = Jeux olympiques annulés ; CA = Championnats annulés |      |      |      |      |  |      |      |      |      |      |      |  |      |      |      |      |      |

## Sources
- Le livre d'or du patinage d'Alain Billouin, édition Solar, 1999

- Ressource relative au sport :   - Olympedia
- (en) Profil olympique de Jacques Favart sur sports-reference.com (archivé)